# The Flaming Lips
The Flaming Lips (в переводе с англ. — «пылающие губы») (МФА: [ðə ˈfleɪmɪŋ ˈlɪps]) — альтернативный музыкальный коллектив из Оклахома-Сити, США, важнейшие представители неопсиходелической сцены. Образованные Уэйном Койном (Wayne Coyne) в 1983 г., The Flaming Lips вскоре прославились за своё оригинальный «дрим-поповый» саунд — пышные, «многослойные» аранжировки, причудливые «звенящие» мелодии, — а также за эффектные концертные шоу и эксцентричный подход к оформлению альбомов. В 1980-х и начале 1990-х музыканты сотрудничали с инди-лейблом Restless Records, но позже подписали контракт с Warner Brothers, на котором в 1993 г. вышел их первый хит-сингл «She Don’t Use Jelly», привлекший к группе внимание прессы. Альбом 1999 г. «The Soft Bulletin» был встречен критиками с огромным одобрением и стал «альбомом года» по версии New Musical Express; то же повторилось и с «Yoshimi Battles The Pink Robots» 2002 г. (оба альбома позже были включены в «1001 Albums You Must Hear Before You Die» Роберта Димри). C тех пор The Flaming Lips получили несколько «Грэмми» и ещё ряд наград. Всего на 2013 год у них вышло пятнадцать «оригинальных» студийников и концептуальный альбом-ремейк «The Dark Side of the Moon» Pink Floyd, получивший название «The Flaming Lips and Stardeath and White Dwarfs with Henry Rollins and Peaches Doing The Dark Side of the Moon».

## Состав
- Уэйн Койн — вокал, гитара, клавишные, терменвокс, бас-гитара
- Майкл Айвинс — бас-гитара, клавишные, бэк-вокал
- Стивен Дрозд — ударные, гитара, клавишные, бас-гитара, вокал, бэк-вокал
- Клиф Скерлок — ударные
- Дерек Браун — гитара, клавишные, перкуссия
- Кэти Уивер — вокал

## Дискография
- Hear It Is (1986)
- Oh My Gawd!!! (1987)
- Telepathic Surgery (1989)
- In a Priest Driven Ambulance (1990)
- Hit to Death in the Future Head (1992)
- Transmissions from the Satellite Heart (1993)
- Clouds Taste Metallic (1995)
- Zaireeka (1997)
- The Soft Bulletin (1999)
- Yoshimi Battles The Pink Robots (2002)
- At War with the Mystics (2006)
- Embryonic (2009)
- The Flaming Lips and Stardeath and White Dwarfs with Henry Rollins and Peaches Doing The Dark Side of the Moon (2009)
- The Flaming Lips And Heady Fwends (2012)
- The Terror (2013)
- Oczy Mlody (2017)
- King's Mouth (2019)
- American Head (2020)